# 仁科鋭美
仁泉 鋭美（にいずみ えいみ、1991年4月5日- ）は、日本の元プロレスラー、女優。岐阜県中津川市出身。血液型はA型。旧芸名、リングネームは仁科 鋭美（にしな えいみ）。

## 経歴
18歳で上京し、カスタマーエンジニアとして働いていたが、役者業の憧れから2014年5月に演劇くら塾51期生として入塾。以後、舞台を中心に活動。
演技練習の一環からアクションを学び、アクトレスガールズの練習に参加。2015年9月6日、新木場1stRINGで行われた高木友戦でプロレスデビュー。女優としてはソークエンターテインメントおよびヤンカンパニー所属。2015年末には夕刊フジZAKZAK主催の賞レース「ZAK THE QUEEN 2015」で準グランプリを受賞。受賞時には芸能活動への抱負ではなく、「カラダをもっと鍛えて他団体の試合にも出たい」とプロレスへの抱負を語った。12月26日、REINA女子プロレス・後楽園大会で他団体初参戦。2016年3月21日にスターダムに初参戦。
6月12日、アクトレスガールズ新木場大会で堀田祐美子と対戦。「プロレスをなめている」と言われ悔し涙を飲んだことをきっかけに、自ら女子プロレスラーと名乗るようになり、筋肉増量を図る肉体改造に取り組む。
2016年8月、あきば栞とのタッグ「ES'z （エンドレスシャイニーズ）」を結成。10月10日、ディアナ・品川大会ではアクトレスガールズのツートップ、万喜なつみ＆安納サオリ組に勝利した。
2016年10月21日、ファイヤープロレス「ハロウィン・モンスターカーニバル」では「不思議の国のえいみぃ」として試合（パートナーはぽい（ん）・かーべる）。レフィセント・ホッティー＆ブラックポテ子組と対戦した。
2016年11月12日、Beginning ACT12で美邑弘海と対戦し7分26秒で敗れる。
12月12日、バトスカフェ興行で中野たむと組み安納サオリ＆万喜なつみ組に再び勝利。
2017年1月1日、芸能活動専念のため現役引退を発表。最終試合は前年12月27日のアクトレスガールズ新木場大会（パートナーは中野たむ。堀田祐美子、ブラック・ポテ子組と対戦）。アクトフェスプロダクション所属となる。
2017年6月25日、大仁田厚&中野たむプロデュース興行で久々にプロレスマットに顔を出し、メインMC（リングアナウンサー）を務めた。
2017年10月、姓名判断を受け、仁泉鋭美（にいずみ・えいみ）に改名。

## 人物
- 剣道に10年打ち込み、二段の免状を持つ[5]。入場時には刀を振るうアクションをする[4]。
- 3サイズは80・59・84[1]。Cカップ。
- 目標は「アンジェリーナ・ジョリー[6]」。
- 特技は機械の分解・組み立て[1]。工業高校出身とエンジニアだった前職からフォークリフト運転免許、第二種電気工事士、高圧・特別高圧電気取扱者[17]などの資格を持つ。好きな工具はラチェットレンチ[18]。

## 出演

### 舞台
- 「島へおいでよ！！」（2014年10月、サンモールスタジオ）
- 「GIMMICK!」(2015年2月、ギャラリーLE DECO4F）
- 「チェンジオブワールド」（2015年7月、上野ストアハウス）
- 「Xion」(2015年11月、笹塚ファクトリー、）- 美近 役
- 「The(C)Card」（2016年5月7日 – 8日、新木場1stRING）– 栗原まどか 役
- 「レイと天使の住む数字」（2016年11月23日 - 27日、シアターグリーン BIG TREE THEATER）- あやめ 役
- BAlliSTA〜IMPRESSION〜「幸せのカタチ」（2018年1月27日、28日、東京・エリア543）- あやめ 役
- INFINITY「幕末妖刀異譚」（2018年3月14日 - 17日、東京・浅草六区ゆめまち劇場）- 剣術娘・千葉さな子 役
- BAlliSTA〜IMPRESSION〜vol.2「ばいりんがる」「きみとぼくの7日間シグナル」2018年3月23日 - 25日、東京・エリア543） - 案内人 役
- 「Gilles de Rais～ジル・ド・レ～」（2017年11月16日 - 19日、東京・浅草六区ゆめまち劇場）
- テンカトル「桜鬼伝」（2018年4月18日、東京・練馬文化センター）
- 朗読劇「クロスタイムス」（2018年4月20日 - 22日、東京・エリア543） - 女子大生 役
- 「神木優ソロアクト2018 MOMOTARO」（2018年5月12日、東京・渋谷マウントレーニアホール） - 町娘、鬼 役（二役）
- arriving（2018年8月15日、吉祥寺スターパインズカフェ） - 殺陣
- INFINITY「幕末妖刀異譚」（2018年9月27日 - 29日、東京・浅草六区ゆめまち劇場）

### ウェブ番組
- 「アキバ女子短気大学4学期」（ルートデザイン、2016年）– メインMC

### MV
- 「ココロココカラ」（ALLaNHiLLZ“アランヒルズ”、2016年6月15日発売2nd full album「CoCoRo」収録楽曲） – 夢追う娘 役

### イベント
- 「joint square」（iNFiNiTy、2014年8月23日 – 2016年8月21日） – MCおよび出演
- 「DREAMER」（iNFiNiTy、2016年7月16日） – MC

## 得意技
- ドロップキック
- ハイキック
- フェイスクラッシャー[4]
- ソウマトウ[4]